# Бьяндрате

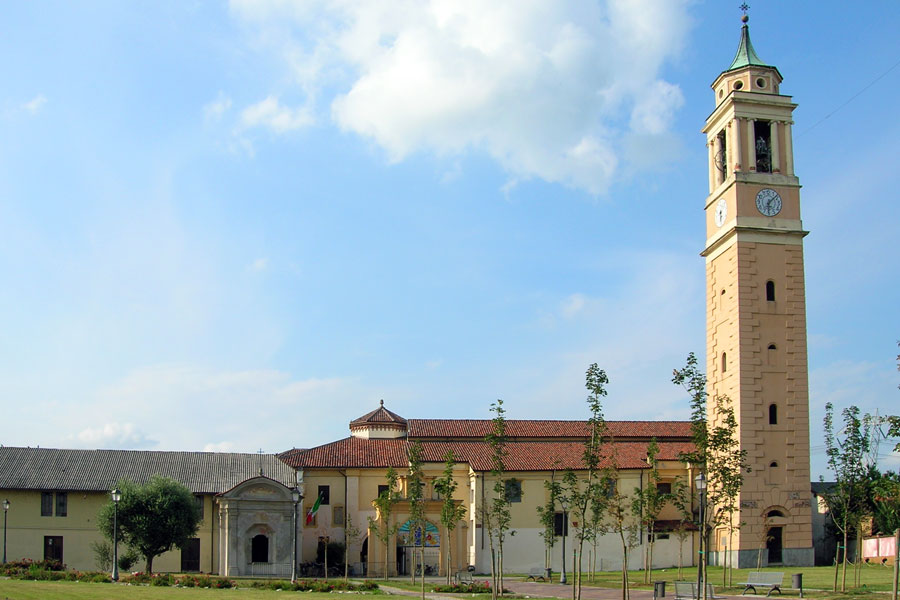
Приходской храм святого Коломбана

Бьяндрате (итал. Biandrate) — коммуна в Италии, располагается в регионе Пьемонт, в провинции Новара.
Население составляет 1139 человек (2008 г.), плотность населения составляет 90 чел./км². Занимает площадь 13 км². Почтовый индекс — 28061. Телефонный код — 0321.
Покровителем коммуны почитается святой Серен из Марселя, празднование в первое воскресение августа.

## Демография
Динамика населения:

## Администрация коммуны
- Официальный сайт: http://www.comune.biandrate.no.it/